# Buxus latistyla
Buxus latistyla är en buxbomsväxtart som beskrevs av François Gagnepain. Buxus latistyla ingår i släktet buxbomar, och familjen buxbomsväxter. Inga underarter finns listade i Catalogue of Life.